# ناتالي غرينجر
ناتالي غرينجر (بالإنجليزية: Natalie Grainger) هي لاعبة الاسكواش أمريكية، ولدت في 8 يوليو 1977 في مانشستر في المملكة المتحدة.

## وصلات خارجية
- ناتالي غرينجر على موقع SquashInfo.com (الإنجليزية)
- ناتالي غرينجر على موقع اتحاد ألعاب الكومنولث (مؤرشف) (الإنجليزية)